# Иствик, Эдуард Бэкхаус
Эдуард Бэкхаус Иствик (англ. Edward Backhouse Eastwick; 1814 — 16 июля 1883, Вентнор, остров Уайт) — английский востоковед и дипломат.
Служил в Индии, ездил в Китай, позже был профессором языков хинди и телугу. В 1860—1863 состоял поверенным в делах в Персии и своё пребывание в этой стране описал в «Дневнике трёхлетнего пребывания дипломата в Персии» (англ. «Journal of a diplomatist’s three years residence in Persia», Лондон, 1864). В 1864 ездил в Венесуэлу для переговоров о займе, что дало ему материал для сочинения «Венесуэла, или зарисовки из жизни южноамериканской республики, а также история войны 1864 года» (англ. «Venezuela, or sketches of life in a South American republic, with the history of the war of 1864», Лондон, 1888).
С 1868 по 1874 Иствик был членом парламента, где примкнул к консервативной партии и часто выступал при обсуждении азиатских дел. Научные труды Иствика касаются языков Индии («Vocabulary of the Sindhi language», Бомбей, 1843, и «A grammar of the Hindustani language», Лондон, 1847, 2 изд. 1858) и издания произведений литературы на языке хинди: «Prem Sagar» (Лонд., 1851, с англ. — « »перев.), «Khirad-Afroz» (Лонд., 1857) и др.
Индии посвящены его «Kaisarnamah-i-Hind, or Lay of the Empress» (1878—1882) и несколько путеводителей. Иствик перевёл на английский язык несколько немецких и персидских сочинений, среди которых выделяется «Гулистан» Саади (2 изд. 1880).